# Anomis erosa
Anomis erosa ou traça-de-vieira é uma mariposa da família Erebidae. Pode ser encontrada no Sul da América do Norte, e raramente em Quebec, Manitoba e Maine. Tem uma envergadura de cerca de 27 mm.
As larvas se alimentam de algodão, hibiscos, rosas de saron, hollyhocks, malvas-brancas, e outras espécies da família Malvaceae.